# City-Hochhaus
City-Hochhaus – wieżowiec we Frankfurcie nad Menem, w Niemczech. Budynek został otwarty w 1974 roku. Ma 42 kondygnacji i 142 m wysokości.